# Narodowiec (pismo)

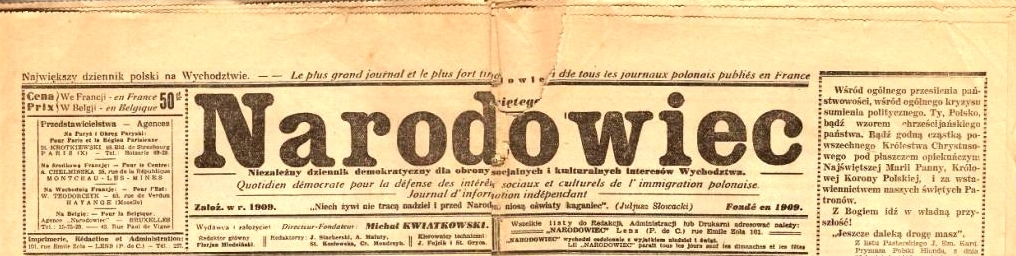
Tytuł gazety

Narodowiec – polskie pismo emigracyjne wydawane we Francji w latach 1924–1989, kontynuacja czasopisma pod tą samą nazwą działającego w Westfalii od 1909 do 1919 roku. Przed II wojną światową pismo miało nakład sięgający 40.000 i było uważane za największą polskojęzyczną gazetę we Francji. Od 1960 roku ponownie osiągnęła nakład 40.000. Gazetę założył w Herne Michał Kwiatkowski a jej pierwszy numer ukazał się 2 października 1909 roku.
Po śmierci Michała Kwiatkowskiego 21 maja 1966 roku, gazetę wydawał jego syn Michael, ostatni numer pisma ukazał się w lipcu 1989 roku.